# Шаповаловский сельский совет (Конотопский район)
Шаповаловский сельский совет (укр. Шаповалівська сільська рада) — входит в состав
Конотопского района
Сумской области
Украины.
Административный центр сельского совета находится в 
с. Шаповаловка
.

## Населённые пункты совета
- с. Шаповаловка
- с. Привокзальное